# New Albany, Mississippi
New Albany là một thành phố thuộc quận Union, tiểu bang Mississippi, Hoa Kỳ. Năm 2010, dân số của thành phố này là 8 034 người.

## Dân số
- Dân số năm 2000: 7 663 người.
- Dân số năm 2010: 8 034 người.